# Atletisme als Jocs Olímpics d'Estiu de 1912 - salt de llargada aturat masculí
El salt de llargada aturat masculí va ser una de les proves del programa d'atletisme disputades durant els Jocs Olímpics d'Estocolm de 1912. Aquesta va ser la quarta i darrera vegada que es disputava aquesta competició. La prova es va disputar entre el dilluns 8 de juliol i hi van prendre part 19 atletes procedents de 8 nacions diferents.
Ray Ewry, que havia guanyat les tres edicions precedents d'aquesta competició, no va prendre part en els Jocs de 1912. El medallista de plata el 1908, Konstandinos Tsiklitiras guanyà la prova. Platt Adams, sisè classificat quatre anys abans, acabà segon, mentre Benjamin Adams fou tercer. Els tres mateixos medallistes també guanyaren una medalla en la prova de salt d'alçada aturat, tot i que diferent ordre.

## Medallistes
| Or                             | Plata             | Bronze               |
| Konstandinos Tsiklitiras (GRE) | Platt Adams (USA) | Benjamin Adams (USA) |

## Rècords
Aquests eren els rècords del món i olímpic que hi havia abans de la celebració dels Jocs Olímpics de 1912.
| Rècord del Món | 3m 47cm | Ray Ewry | St. Louis (USA) | 3 de setembre de 1904 |
| Rècord Olímpic | 3m 47cm | Ray Ewry | St. Louis (USA) | 3 de setembre de 1904 |

## Resultats
| Pos. | Atleta                         | Ronda preliminar | Ronda preliminar | Ronda preliminar | Ronda preliminar | Final | Final | Final | Millor salt |  |
| Pos. | Atleta                         | 1                | 2                | 3                | Posició          | 4     | 5     | 6     | Millor salt |  |
| ---- | ------------------------------ | ---------------- | ---------------- | ---------------- | ---------------- | ----- | ----- | ----- | ----------- |  |
| 1    | Konstandinos Tsiklitiras (GRE) | 3.14             | 3.26             | 3.37             | 1r               | 3.30  | 3.24  | 3.34  | 3.37        |  |
| 2    | Platt Adams (USA)              | 3.23             | 3.18             | 3.32             | 2n               | 3.36  | 3.34  | 3.24  | 3.36        |  |
| 3    | Benjamin Adams (USA)           | 3.28             | 3.21             | 3.24             | 3r               | 3.18  | 3.23  | 3.28  | 3.28        |  |
|      |                                |                  |                  |                  |                  |       |       |       |             |  |
| 4    | Gustaf Malmsten (SWE)          | 3.11             | 3.20             | 3.12             | 4t               |       |       |       | 3.20        |  |
| 5    | Leo Goehring (USA)             | —                | 3.14             | 3.13             | 5è               | 3.14  |       |       |             |  |
| 5    | Edvard Möller (SWE)            | 3.13             | 3.14             | 3.09             | 5è               | 3.14  |       |       |             |  |
| 7    | András Baronyi (HUN)           | 3.12             | 3.13             | 3.02             | 7è               | 3.13  |       |       |             |  |
| 8    | Richard Byrd (USA)             | 3.12             | 3.11             | 3.05             | 8è               | 3.12  |       |       |             |  |
| 9    | Forest Fletcher (USA)          | 3.05             | 3.11             | 3.09             | 9è               | 3.11  |       |       |             |  |
| 10   | Alfred Motté (FRA)             | 3.10             | 3.10             | 3.09             | 10è              | 3.10  |       |       |             |  |
| 11   | Gustaf Ljunggren (SWE)         | 3.01             | 3.04             | 3.09             | 11è              | 3.09  |       |       |             |  |
| 12   | Birger Brodtkorb (NOR)         | 3.00             | 3.05             | 3.03             | 12è              | 3.05  |       |       |             |  |
| 13   | Ragnar Ekberg (SWE)            | 3.00             | 3.02             | 3.03             | 13è              | 3.03  |       |       |             |  |
| 14   | Géo André (FRA)                | 3.02             | 2.96             | —                | 14è              | 3.02  |       |       |             |  |
| 14   | Henry Ashington (GBR)          | 2.95             | 2.79             | 3.02             | 14è              | 3.02  |       |       |             |  |
| 14   | Douglas Melin (SWE)            | 3.02             | 3.01             | 2.99             | 14è              | 3.02  |       |       |             |  |
| 17   | Arthur Maranda (CAN)           | 2.80             | 2.83             | 2.98             | 17è              | 2.98  |       |       |             |  |
| 18   | Karl Bergh (SWE)               | 2.86             | 2.95             | 2.91             | 18è              | 2.95  |       |       |             |  |
| 19   | Philip Kingsford (GBR)         | 2.60             | 2.75             | 2.72             | 19è              | 2.75  |       |       |             |  |

|  |  |  |  |